# Semistra
Semistra (em grego clássico: Σημύστρα), ou Semestra, era uma ninfa na mitologia grega.

## Mitologia
Semystra criou Ceroessa, filha de Io e Zeus. A mãe de Ceroessa, Io, transformada em novilha e sendo perseguida por uma mosca a mando da ciumenta Hera, deu à luz a uma menina nas margens do Chifre de Ouro, junto ao altar da ninfa Semystra. A fim de protegê-la de Hera, Io a abandona lá, e Semystra a encontra e cria.
A menina cresce se destacando por sua beleza. Segundo o mito, a sua união com Poseidon resultou no nascimento de seu filho, Bizas, o fundador de Bizâncio (hoje Sarayburnu, onde o Palácio de Topkapı foi construído).
Semystra leva o nome do Altar de Semystra, onde hoje está localizado o túmulo de Ebu Eyyûb el-Ensarî, e acredita-se que sua água tenha poderes curativos.